# 陳耀麟
陳耀麟（英語：Chan Yiu Lun，1982年7月20日—）出生於香港，曾入選香港足球代表隊。現效力香港乙組足球聯賽球隊花花。

## 球會生涯
2021年6月20日，在乙組聯賽對陣觀塘比賽中，觀塘球員劉俊達進攻時，被陳耀麟從後踢倒，令劉往前幾米後跌倒，導致劉需要送院治理，其後證實左膝蓋骨斷裂，需要進行手術。

## 國際賽生涯
2002年，陳耀麟入選香港亞運代表隊參加釜山亞運足球賽。

## 外部連結
- 香港足球總會球員註冊資料 （页面存档备份，存于）